# Тактика выжженной земли
Тактика «выжженной земли» — метод ведения войны, при котором отступающие или наступающие войска проводят полное и широкомасштабное уничтожение всех жизненно важных для врага запасов (продовольствия, топлива и тому подобное) и любых объектов промышленного, сельскохозяйственного, гражданского назначения с целью не допустить их использования противником.
Термин «выжженная земля» применяется только к военным и боевым действиям, в ходе которых отступающие войска уничтожают объекты, имеющие первостепенное значение для противника. Тактика «выжженной земли» запрещена статьёй 54 Протокола № I Женевской конвенции 1977 года.

## История
В данном разделе собраны далеко не все исторические примеры.

### VI век до н. э.
Первый известный в истории случай использования этой тактики — война скифов с армией Дария I, около 512 года до н. э. вторгшегося в причерноморские степи (см. Книгу IV «Истории» Геродота).

### XV век
В конце 1474 года в ходе борьбы между Османской империей и Молдавским княжеством. Многочисленное османское войско во главе с румелийским бейлербеем Сулейман-пашой вступило на территорию Молдавского княжества. Применив тактику «выжженной земли», молдавский князь Стефан III нанёс неприятелю поражение у Васлуя (10 января 1475 года).

### XVII век
Во время Турецко-персидской войны (1603—1618) гг., по приказу Аббаса I Великого, сефевидская армия осуществляла тактику выжженной земли против османов в Араратской долине, разоряя и уничтожая армянские города и сёла. По его приказу, из Восточной Армении на территорию Персии были выселены от 250 тыс. до 300 тыс. армян. Только из одного города Джульфа и его окрестных селений, было депортировано 12 000 армянских семей. Как отмечает Энциклопедия Ираника: «На протяжении своей многовековой истории армянский народ еще не подвергался столь серьезной катастрофе».

### XIX век

#### Наполеоновские войны
Во время (третьего) наполеоновского вторжения в Португалию в 1810 году при отступлении португальцев к Лиссабону, им был отдан приказ уничтожить все запасы продовольствия, которые могли достаться французам. Приказ был отдан из-за мародерства французских войск и жестокого обращения с гражданами во время предыдущих вторжений.
После сражения при Бусаку армия Массена пошла на Коимбру, где была разграблена большая часть Старого университета и библиотеки города, были разрушены дома и мебель, а несколько мирных жителей были убиты. Имели место случаи грабежей со стороны британских солдат, но такие случаи как правило расследовались, а виновники наказывались. Когда французские войска достигли линии Торрес-Ведрас близ Лиссабона, французские солдаты говорили, что город больше похож на пустошь. Когда Массена достиг города Визеу, желая восполнить истощающиеся запасы продовольствия армии, город оказался пуст, и единственным оставшийся провиантом был виноград и лимоны, употребление которых в больших количествах являлось скорее слабительным, чем источником калорий. Низкий моральный дух, голод, болезни и недисциплинированность ослабили французскую армию и вынудили её отступить следующей весной.

#### Гражданская война в США

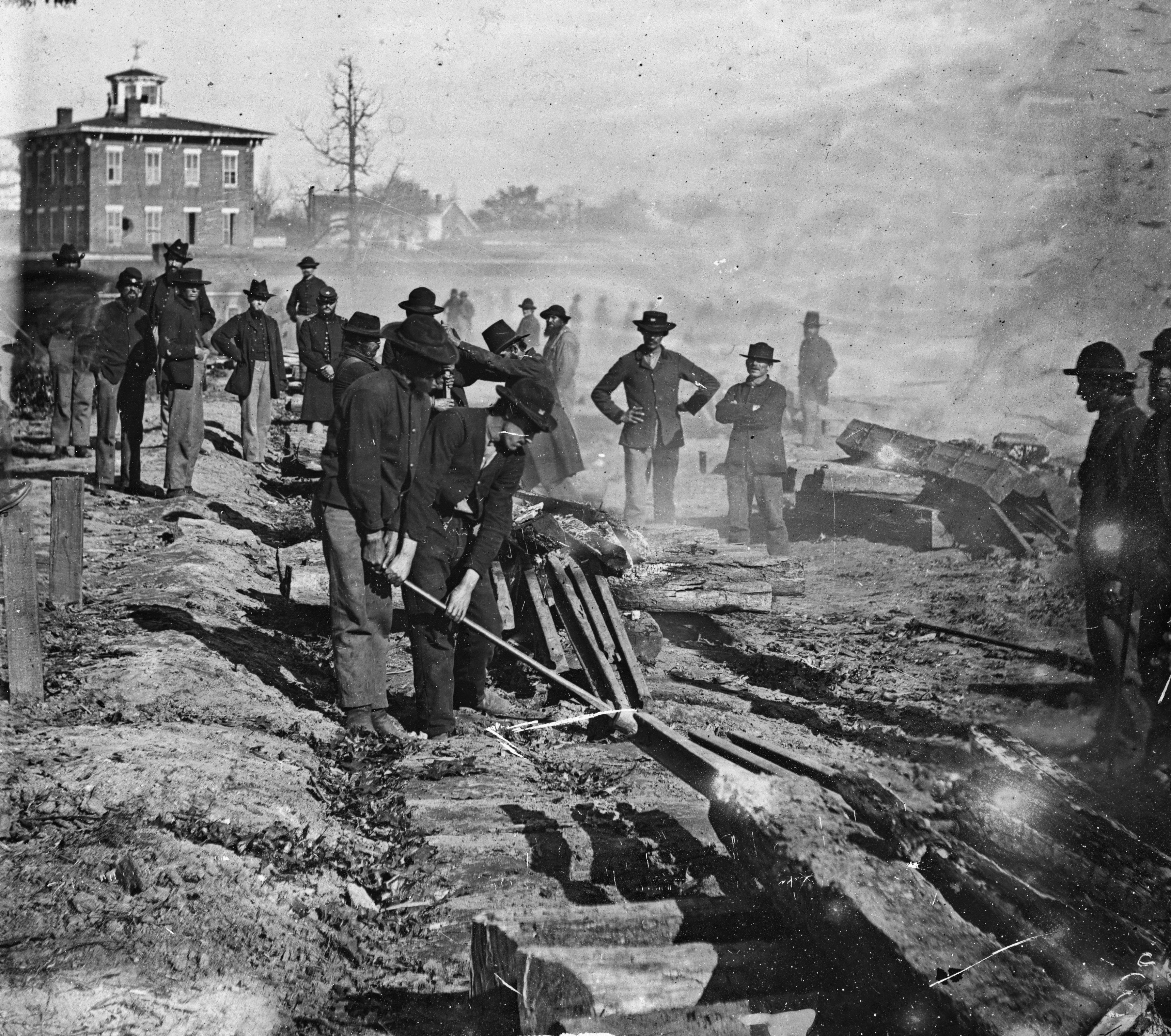
Войска Шермана уничтожают железную дорогу возле Атланты

Во время Гражданской войны в США силы Союза под командованием Шеридана и Шермана широко использовали эту тактику. Генерал Шерман использовал эту тактику во время своего похода к Атлантике. Целью Шермана было сломить волю и уничтожить логистику противника путём сжигания или уничтожения урожая и прочих ресурсов, которые могли бы использовать сторонники Конфедерации. Во время кампании его люди сожгли все судебные книги перед зданием суда, чтобы плантаторы не смогли доказать своё право собственности на землю. Другой случай произошёл, когда на протяжении тридцати шести дней армия Шермана двигалась через Джорджию, встретив слабое сопротивление, грабя сельскую местность и её жителей.
Известны и другие случаи применения тактики во время гражданской войны.

#### Гражданская война в России

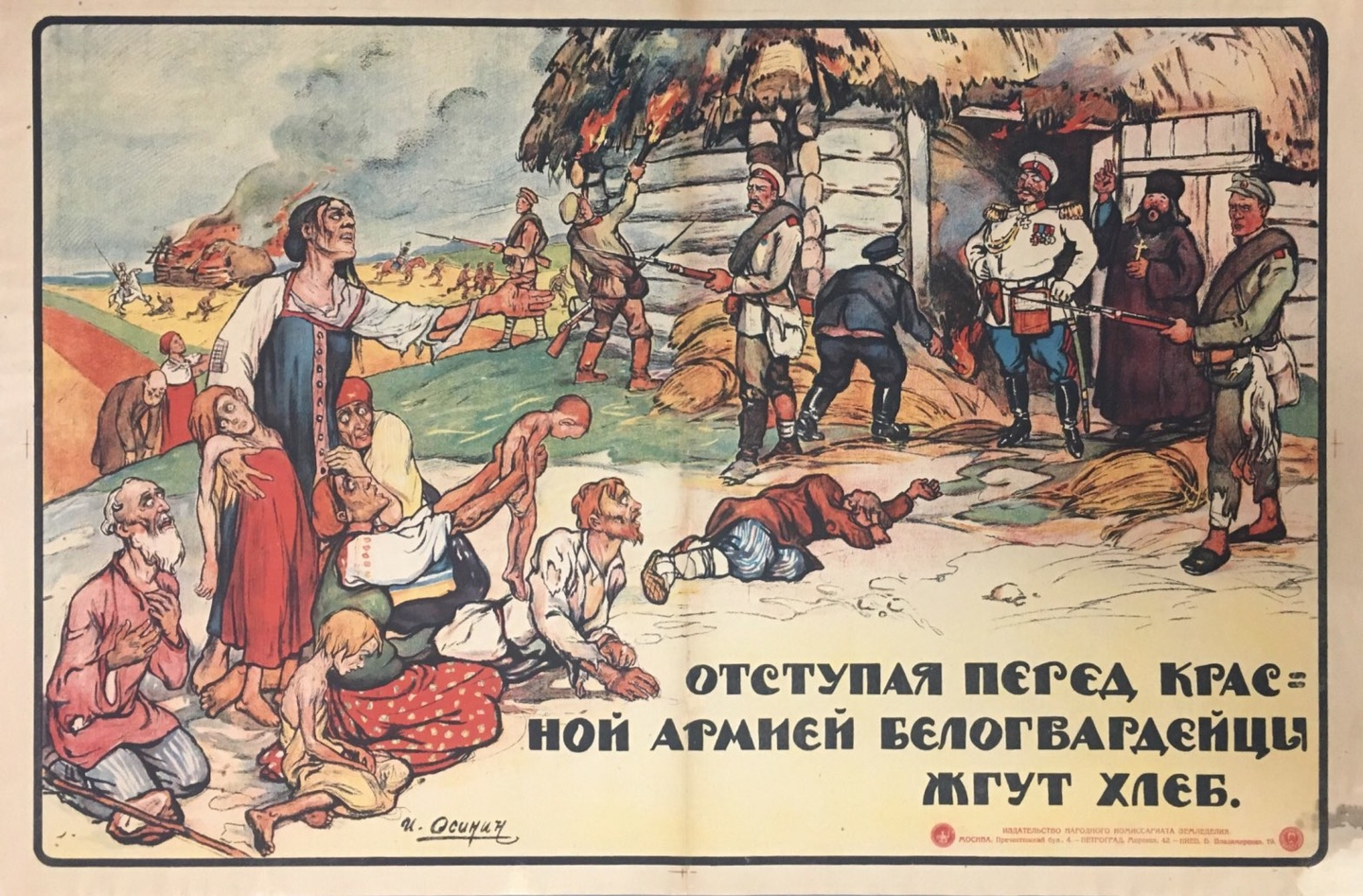
«Отступая перед Красной Армией, белогвардейцы жгут хлеб». Большевистский агитплакат, худ. А. П. Апсит

### XX век

#### Вторая мировая война
Во время Великой Отечественной войны на оставленной советской территории советскими же войсками уничтожались многие объекты (заводы, жилые дома, мосты, нескошенные поля, склады продовольствия и ГСМ, железнодорожные пути и т. д.). В частности, приказ Ставки Верховного Главнокомандования № 428 от 17 ноября 1941 года требовал дотла уничтожать все оставляемые населенные пункты, а уже оставленные - в тылу противника на расстоянии 40—60 км в глубину от переднего края и на 20—30 км вправо и влево от дорог, чтобы лишить немцев жилья для квартирования.
В массовом порядке тактика выжженной земли применялась и нацистами при их отступлении. Ещё в 1941 году в ходе Советского контрнаступления под Москвой нацистами был издан приказ, в котором говорилось: «Все сёла и деревни надо сжигать и уничтожать, не думая о населении, с тем, чтобы лишить противника крыши над головой». Начиная с лета 1943 года в ходе отступления с территории СССР Вермахт проводил политику «выжженной земли». Сотни тысяч гражданских лиц были насильно вывезены или казнены, инфраструктура разрушалась. Оставалась лишь пустынная местность.

#### Война во Вьетнаме

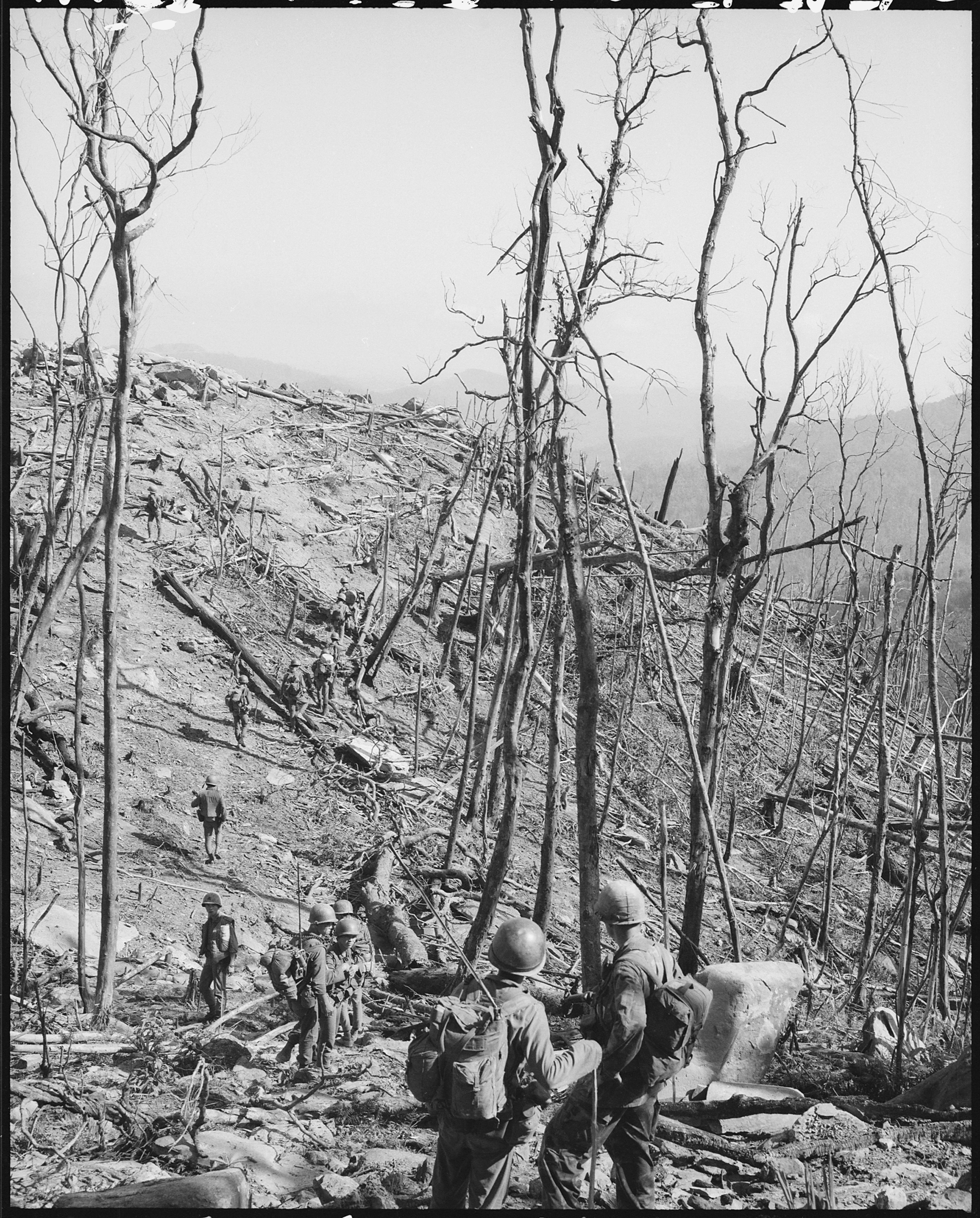
Тактика выжженной земли, война во Вьетнаме

Один из наиболее крупных и известных случаев использования тактики «выжженной земли» — операция «Ranch Hand», проводившаяся армией США во время войны во Вьетнаме для уничтожения джунглей в Лаосе и Южном Вьетнаме.

#### Война в Персидском заливе

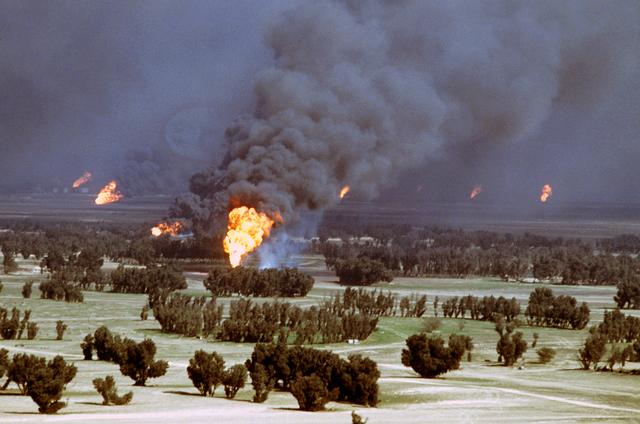
Горение нефтяных скважин в Кувейте, подожженных во время отступления иракских войск в ходе войны в Персидском заливе 1991 год.

Во время войны в Персидском заливе в 1990 году, когда иракские силы были изгнаны из Кувейта, они подожгли более 600 кувейтских нефтяных скважин. К концу февраля 1991 года, когда вывод войск Ирака стал вопросом времени, иракцы взрывали по сто нефтяных скважин в день. Поджоги продолжались в период с января по февраль 1991 года, а в ноябре 1991 года была потушена последняя скважина.

## Современная позиция общества
Протокол I Женевской конвенций 1977 года запрещает уничтожение в ходе боевых действий запасов и источников пищи и питьевой воды для мирного населения.
Запрещается подвергать нападению или уничтожать, вывозить или приводить в негодность объекты, необходимые для выживания гражданского населения, такие, как запасы продуктов питания, производящие продовольствие сельскохозяйственные районы, посевы, скот, сооружения для снабжения питьевой водой и запасы последней, а также ирригационные сооружения, специально с целью не допустить их использование гражданским населением или противной стороной как средств поддержания существования, независимо от мотивов, будь то с целью вызвать голод среди гражданских
лиц, принудить их к выезду или по какой-либо иной причине.Статья 54, Дополнения протокола I Женевской конвенций 1977 г.
Тем не менее случаи применения тактики «выжженной земли» отмечаются до сих пор.
В числе стран, до сих пор не ратифицировавших Протокол I, — США, Израиль, Иран, Пакистан.